# Grote tanglibel
De grote tanglibel (Onychogomphus uncatus) is een echte libel (Anisoptera) uit de familie van de rombouten (Gomphidae).
De wetenschappelijke naam van de soort werd in 1840 als Aeschna uncata gepubliceerd door Toussaint von Charpentier. De Nederlandstalige naam is ontleend aan Libellen van Europa.

## Kenmerken
Volwassen dieren worden tot 65 mm lang. De ogen staan ver uit elkaar en zijn helder blauw of blauwgrijs, nooit groen. De voorste zwarte lijn op de zijkant van het borststuk raakt de middelste lijn niet. De gele kraag aan de voorkant van het borststuk is onderbroken door een zwarte streep. De vleugels zijn volledig ongekleurd. De cerci zijn altijd geel.
Deze soort is groter dan de kleine tanglibel (Onychogomphus forcipatus), maar verder lijken de twee soorten nogal op elkaar. Ze kunnen worden onderscheiden op basis van de vorm en grootte van de zwarte vlekken, vooral die op het borststuk en op de laatste achterlijfssegmenten.

## Verspreiding
De soort komt voor in België, Frankrijk, Duitsland, Italië, Spanje, Portugal, Zwitserland en Slovenië en op Sicilië.

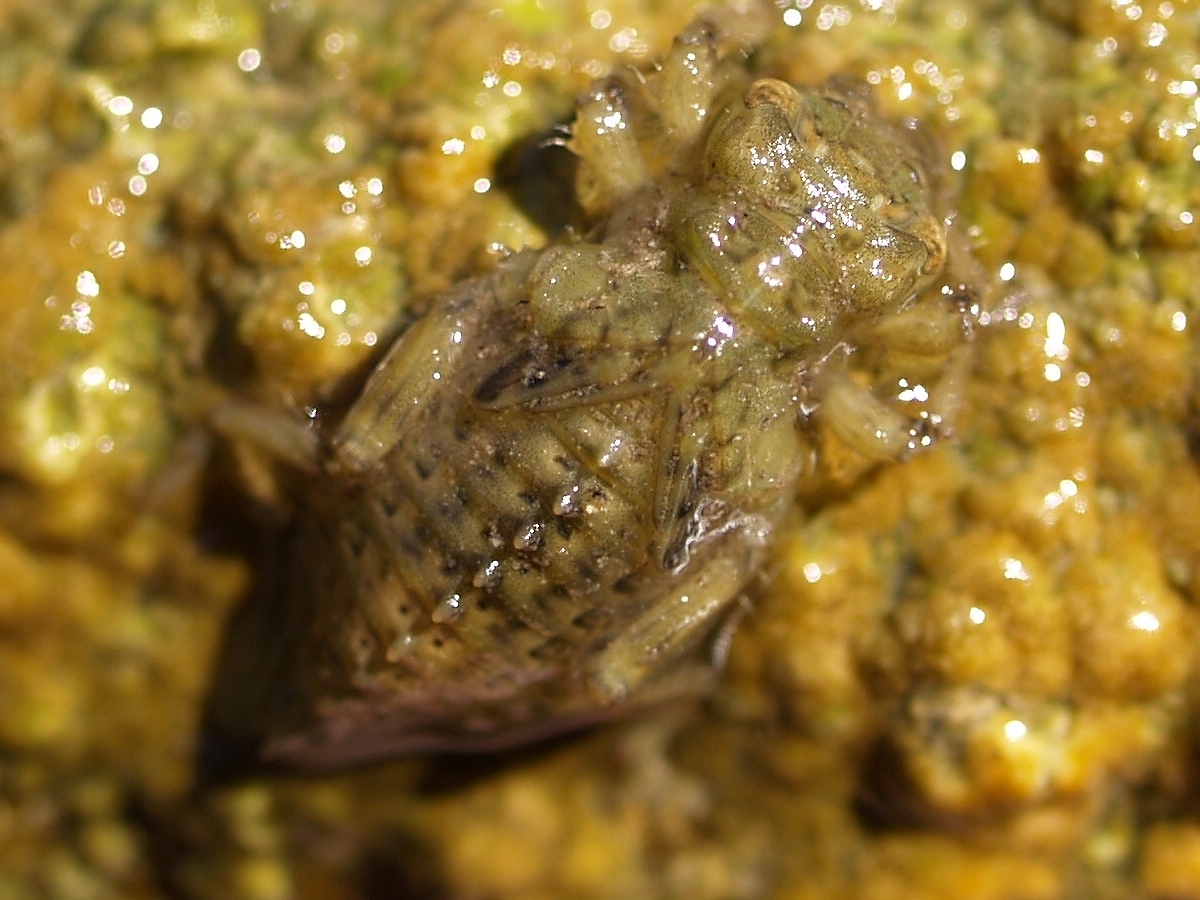
Larve
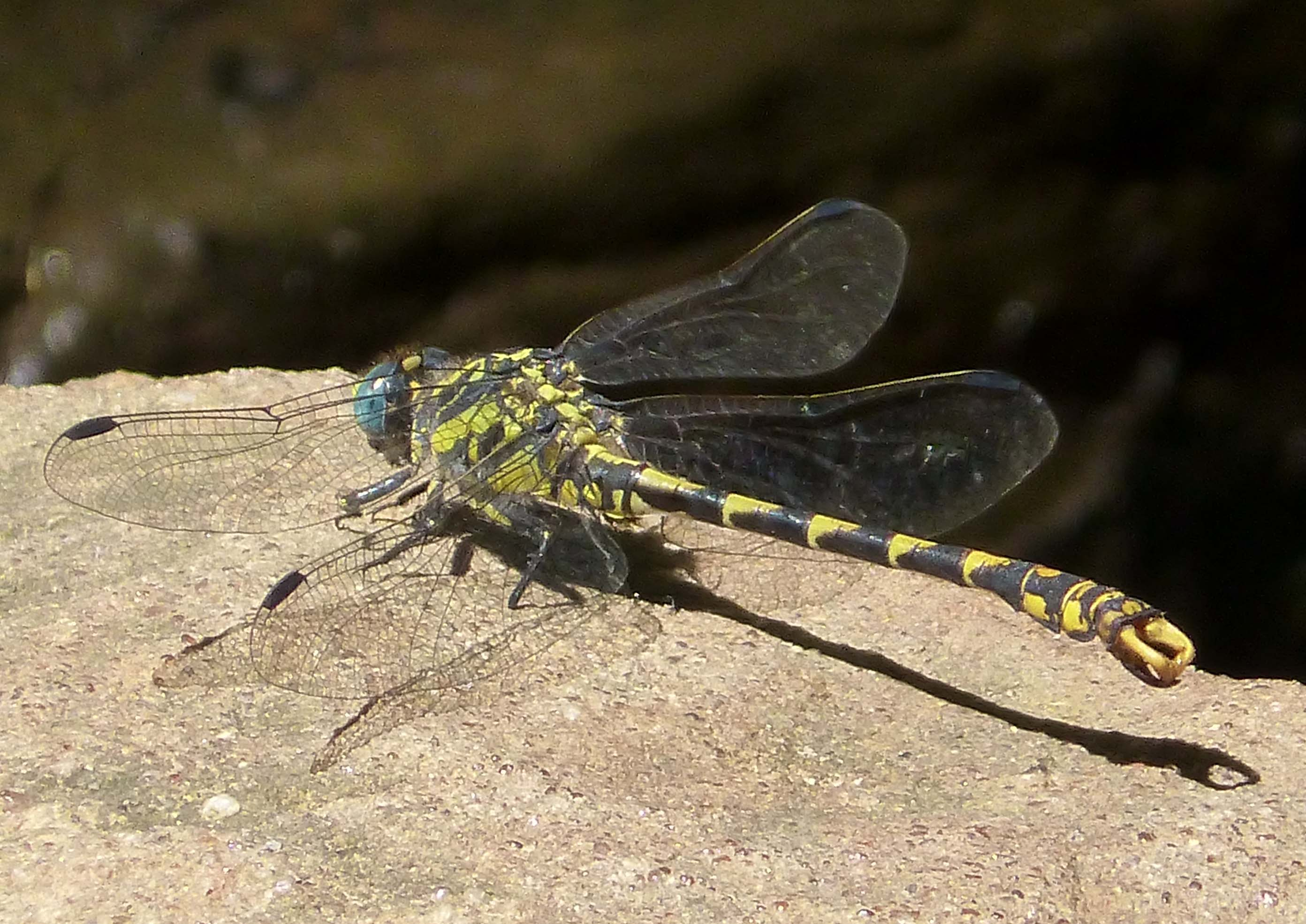
mannetje
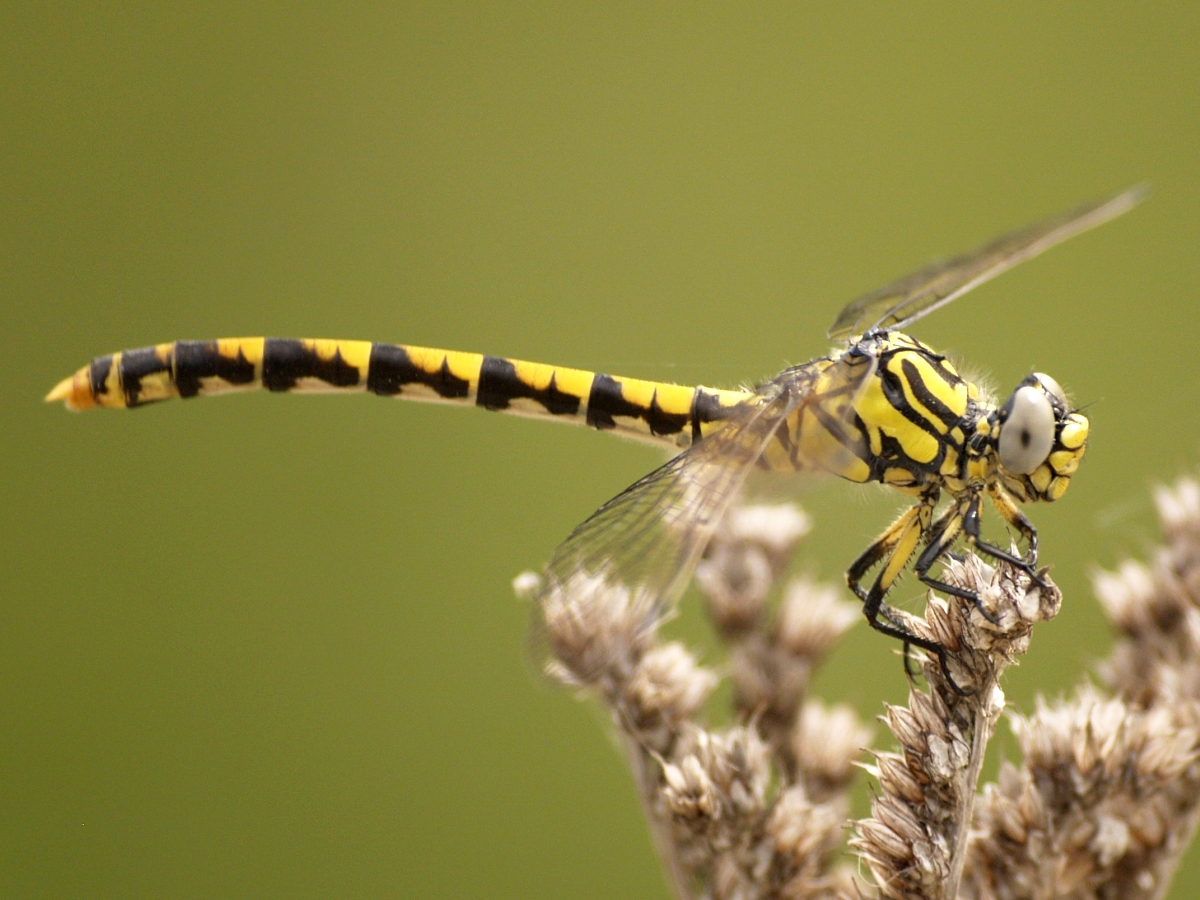
vrouwtje
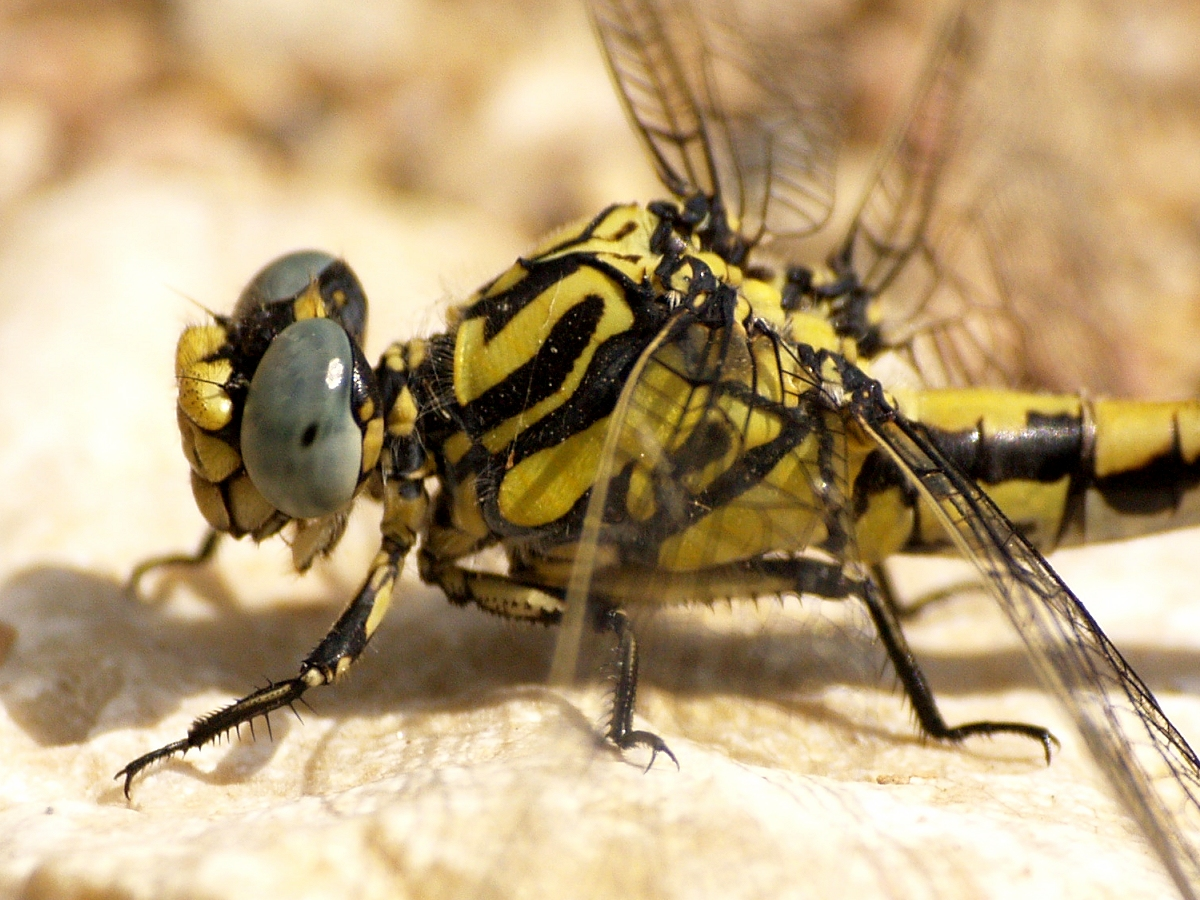
Close-up van borststuk
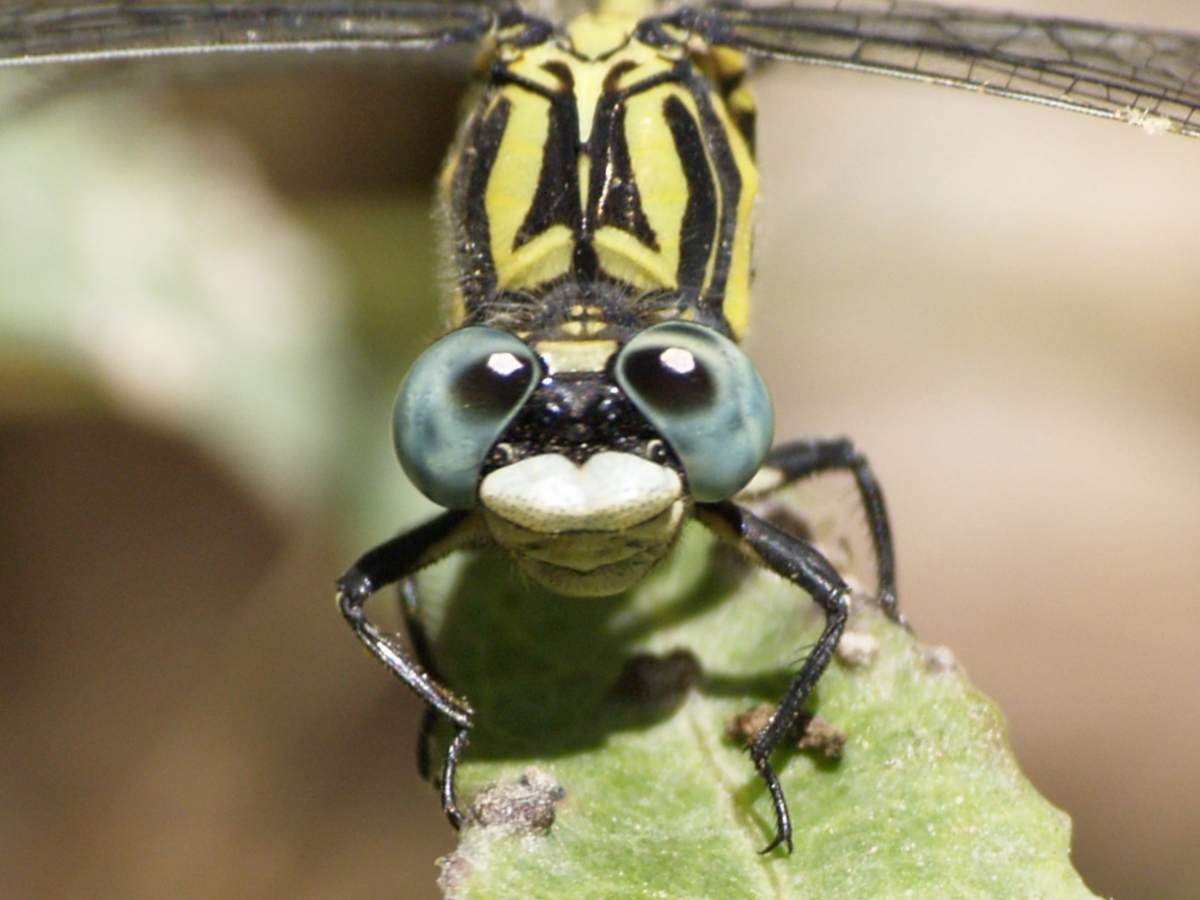
Detail van borststuk en ogen
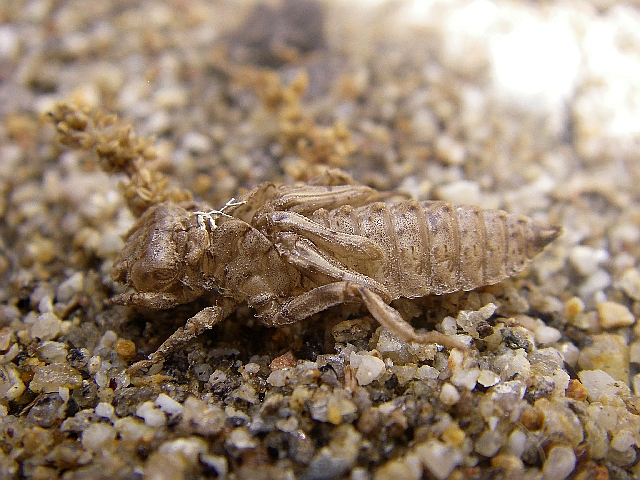
Exuvium